# Brook Sykes
Brook Sykes (Melbourne, 20 settembre 1983) è un attore australiano.
È conosciuto anche come Brook Rowan ed ha interpretato Garth King nella serie televisiva per ragazzi Geni per caso.

## Biografia
Il suo primo ruolo nel mondo dello spettacolo fu quello del bullo Gribbs nella terza e quarta stagione della serie televisiva Il faro incantato. Il suo lavoro in televisione include anche Geni per caso ed alcune apparizioni in Stingers, Blue Heelers - Poliziotti con il cuore e Dirt Game.
Sul grande schermo ha impersonato Sparks in You and Your Stupid Mate.
Brook Sykes si è esibito anche in alcune produzioni teatrali, tra cui Oliver nel ruolo di Noah, Guys and Dolls interpretando Big Julie e Better Than This dove impersona Cliff.

## Filmografia
- Il faro incantato (Round the Twist) – serie TV, 24 episodi (2000-2001)
- Stingers – serie TV, episodio 8x08 (2004)
- Geni per caso (Wicked Science) – serie TV, 52 episodi (2004-2006)
- You and Your Stupid Mate, regia di Marc Gracie (2005)
- Blue Heelers - Poliziotti con il cuore (Blue Heelers) – serie TV, 12x33 (2005)
- Dirt Game – serie TV, episodi 1x03-1x05 (2009)

## Teatro
- Oliver
- Guys & Dolls
- Better Than This

## Doppiatori italiani
Nelle versioni italiane delle opere in cui ha recitato, Brook Sykes è stato doppiato da:
- Luigi Scribani ne Il faro incantato
- David Chevalier in Geni per caso